# شينزو شينجو
شينزو شينجو (باليابانية: 新城新蔵) (و. 1873 – 1938 م) هو فيزيائي، وعالم فلك من اليابان . ولد في فوكوشيما .
توفي في نانجينغ، عن عمر يناهز 65 عاماً.

## التعليم
تعلم في جامعة طوكيو

## مناصب وهيئات
أدار جامعة كيوتو.